# 沈志浩
沈智浩（韓語：심지호，1981年5月2日—），韓國男演員。

## 演出作品

### 電視劇
- 1999年：KBS《學校2》
- 2002年：KBS《動物園的人們》
- 2004年：KBS《我的寶貝子女》飾 金載民
- 2004年：SBS《玻璃畫》飾 申智石
- 2005年：MBC《我們應對離別的方式》飾 韓載文
- 2011年：Channel A《女人的色彩》飾 姜燦鎮
- 2012年：KBS《Family》飾演 車志浩
- 2013年：SBS《熱愛》飾演 洪秀赫
- 2016年：SBS《你是禮物》飾演 韓尹浩/李宇真
- 2016年：KBS Joy《拜託了戀愛》飾演 南民赫
- 2017年：tvN《Argon》飾演 嚴民皓
- 2018年：KBS《愛到最後》飾演 姜賢基
- 2019年：OCN《奔跑的調查官》飾演 吳太文
- 2019年：KBS《只走花路吧》飾演 金志勳
- 2020年：SBS《想品嚐一下味道嗎？》飾演 本部長（特別出演）
- 2021年：KBS《国家代表妻子》饰演 徐江林

### 電影
- 1999年：《striker》
- 2003年：《綠色椅子》
- 2007年：《Open City》
- 2008年：《霜花店》

### 綜藝
- 2017年：《Buzz Beater》
- 2018年：《超人回來了》
- 2019年：《黃金漁場 Radio Star》EP609
- 2020年：《新品上市 便利餐廳》EP22,23
- 2020年：《神秘音樂秀：蒙面歌王》EP255

## 外部連結
- 沈志浩Instagram（页面存档备份，存于）